# Кникус
Кни́кус благослове́нный, или бенеди́кт апте́чный (лат. Centauréa benedícta, также Cnicus benedictus), — растение семейства Астровые, в настоящее время включаемое в состав рода Василёк (Centaurea). Ранее выделялось в отдельный род Кникус. Встречается в Средиземноморье, на Кавказе, в Передней Азии и Средней Азии, а также как заносное растение в Южной Африке, Южной и Северной Америке.
Другие названия — Волчец кудрявый, Кардобенедикт.

## Биологическое описание

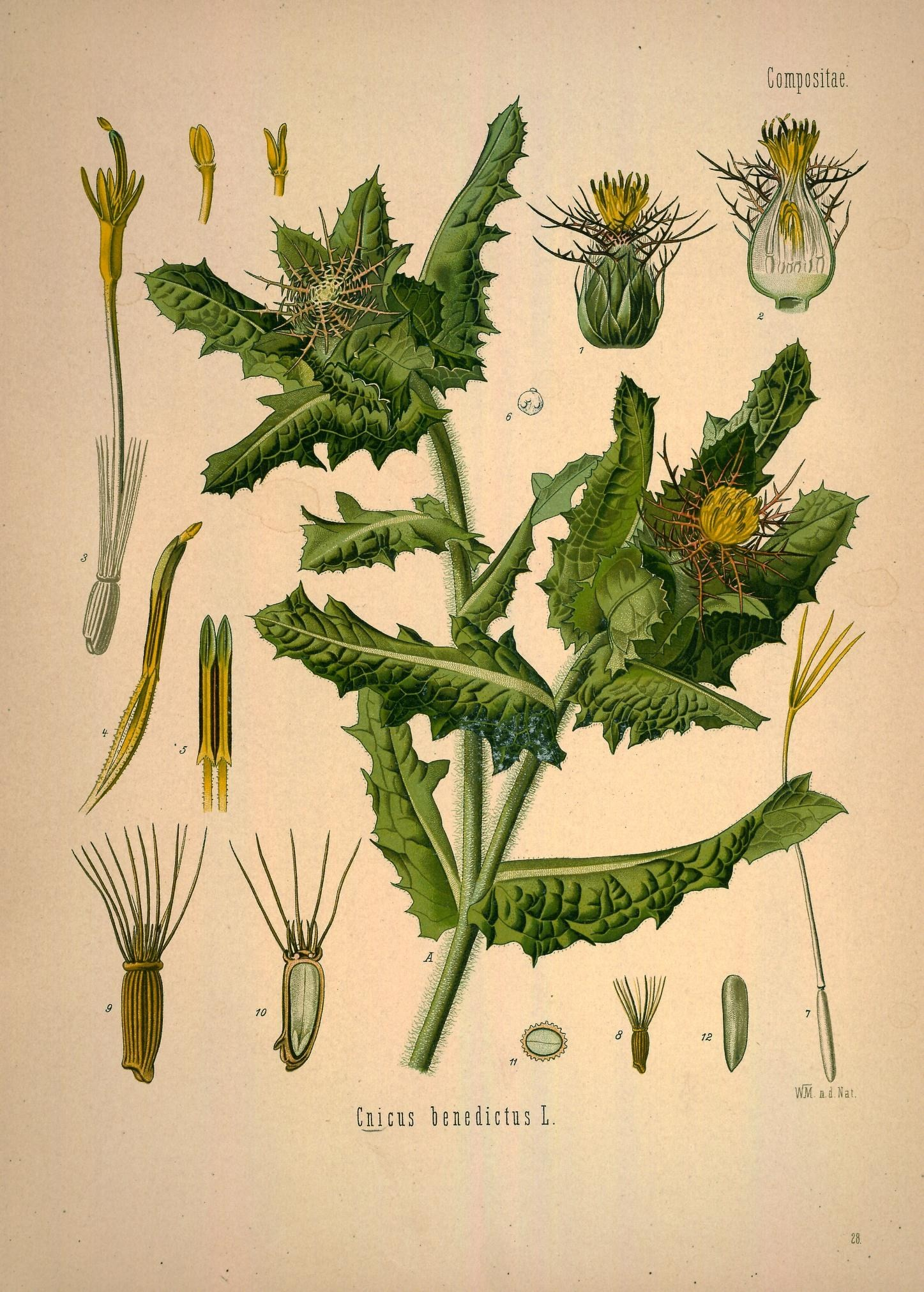
Кникус благословенный. Ботаническая иллюстрация из книги Koehler’s Medicinal-Plants, 1887

Однолетнее травянистое растение высотой 20—70 см со стержневым корнем. Произрастает на сухих склонах, вдоль дорог, у жилья и иногда на посевных площадях. Культивируется во многих странах Европы.
Стебель прямой, кверху разветвлённый, паутинисто-войлочный, мягкий, сочный.
Прикорневые листья перистонадрезанные, колючезубчатые, сужены к основанию в крылатый черешок, собраны в розетку длиной около 20 см; стеблевые — очерёдные, постепенно уменьшающиеся, сидячие, менее рассечённые; верхушечные сближены под соцветием, паутинистые.
Цветки трубчатые, мелкие, собраны в одиночные корзинки на концах стебля и его ответвлений. Цветочные корзинки широкояйцевидные, до 2 см в диаметре, с черепитчатой обёрткой. Наружные листочки обёртки яйцевидные, продолженные в колючку, внутренние — продолговато-яйцевидные, кожистые, прижатые, оканчивающиеся перистой колючкой. Венчики желтоватые, у наружных бесплодных цветков трёхлопастные, у внутренних обоеполых — пятилопастные, с узкими лопастями. Тычинок пять, с пушистыми при основании нитями и стреловидными, сросшимися в трубочку пыльниками. Пестик с нижней завязью, нитевидным столбиком и двумя коротковолосистыми рыльцами.
Плод — ребристая жёлто-коричневая семянка длиной 8—10 мм, окаймлённая несущим хохолком, зубчатым ободком. Хохолок двухрядный, состоит из 10 длинных (наружных) и 10 коротких (внутренних) щетинок.
Цветёт в июне — августе. Плоды созревают в августе — сентябре.

## Распространение и экология
Первоначальный ареал — Южная Европа, область Закавказья, Сирии, Ирана до Афганистана.
Заносные и одичавшие экземпляры встречаются в Средней и Восточной Европе (довольно массово или отдельными экземплярами растёт на солнечных каменистых склонах, по пустошам и вдоль дорог), ряде районов России, в Южной Африке, южных штатах США, в Чили, Аргентине и Уругвае.
Растёт на сухих склонах, пустырях, у жилья, дорог и в посевах. Иногда в агроценозах.

## Растительное сырьё
В настоящее время растение в большинстве случаев культивируют как декоративный цветок, так и в качестве сырья для получения ароматной специи во многих странах: Грузии, Франции, Канаде, Бельгии, Мексике, Бразилии и других странах.

### Химический состав
Запах отсутствует, вкус горький.
Трава содержит горечи — кницин, салонитенолид, а также лигнины, дубильные вещества, флавоны, смолы, эфирные масла и слизи.

### Фармакологические свойства
Стимулирует секрецию желудочного сока и обладает лёгким желчегонным действием. При использовании в малых дозах устраняет расстройства пищеварительного тракта.

### Сбор сырья
С лекарственной целью собирают верхушки побегов — траву (Herba cardui benedicti) незадолго до полного распускания цветочных корзинок растения. Сырьё сушат в тени, при сушке в сушилках температура не должна превышать 45 °C.

## Применение
В качестве пряности употребляют высушенные верхушки растений, состоящие из цветочных корзинок и верхних листьев. Их также используют в пищевой (для ароматизации напитков), парфюмерной, химико-фармацевтической промышленности.
В ветеринарии высушенную траву растения применяют как желудочное средство.

### Применение в медицине
Кникус аптечный использовался в традиционной медицине ещё в начале шестнадцатого столетия как очиститель крови, холеретик (стимулятор потока жёлчи), препарат для улучшения пищеварения, потогонное, мочегонное, отхаркивающее и жаропонижающее средства, как средство, улучшающее память, стимулятор менструального цикла и слюнотечения.
Кникус аптечный использовался от оспы, малярии, лихорадки, анорексии (отсутствие аппетита), несварения, запора и вздутия. Позже это средство применялось при расстройстве желудка, изжоге и пониженном аппетите.
Растение было включено в восьмое издание Государственной фармакопеи СССР.

### Применение в народной медицине
В траволечении кникус аптечный используется от рака, инфекций, воспалений, болезни жёлчного пузыря, желтухи, нарушения работы печени, цервикального нарушения роста, сердечных заболеваний, язв кожи, дрожжевых инфекций и диареи.
Кникус успешно применяется в виде экстракта при расстройствах желудка и органов пищеварения. Входит в состав желудочных сборов, настоек и желудочных водок.
В народной медицине это растение применяют также при хронической болезни печени, поносах, катарах дыхательных путей и перемежающейся лихорадке. Входит оно и в противоалкогольную смесь. Применяют его также при ипохондрии.

## Таксономия

### Синонимы
- Benedicta officinalis Bernh., 1800
- Calcitrapa benedicta (L.) Dum.Cours., 1811
- Calcitrapa lanuginosa Lam., 1779
- Carbeni benedicta (L.) Arcang., 1882
- Cardosanctus officinalis Bubani, 1899
- Carduus benedictus (L.) Garsault, 1764
- Cnicus benedictus L., 1753basionym
- Cnicus kotschyi Sch.Bip., 1857
- Hierapicra benedicta (L.) Kuntze, 1891

и другие.